# Чорний Михайло Никифорович

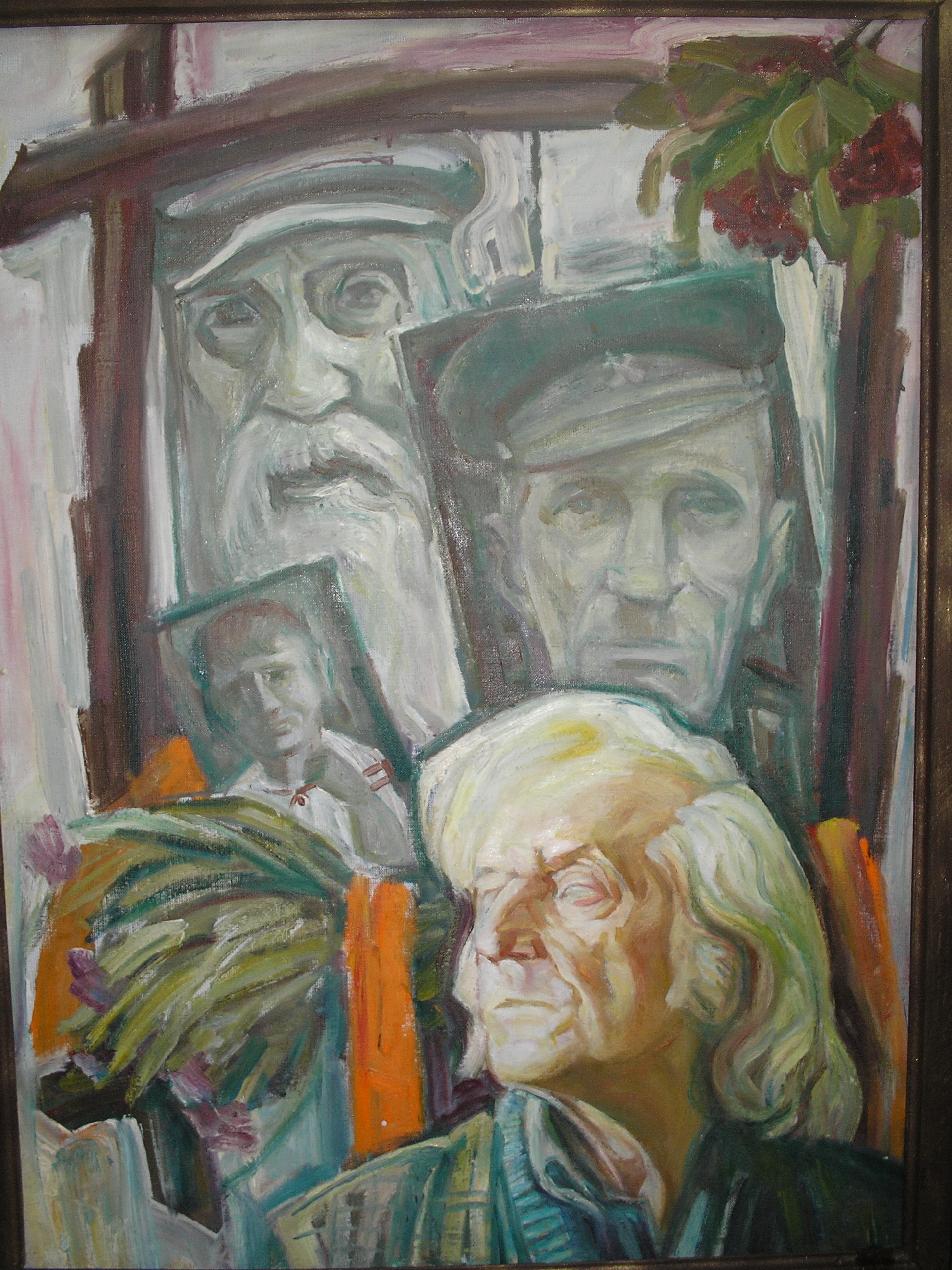
Михайло Чорний. «Автопортрет на тлі предків», 2006 — полотно/олія — 80х60 см.

Михайло Никифорович Чорний (* 25 грудня 1931 (за паспортом 26 листопада 1933), Леляки (офіційно — Мала Жмеринка), Жмеринський район Вінницької області — † 24 вересня 2020, Вінниця) — радянський і український живописець, графік. Член Національної спілки художників України (з 1968 р.), заслужений художник України (1996 р.), Народний художник України з 2008 року.

## Біографія
Народився у селі Леляки, Жмеринського району, Вінницької області. Офіційною датою народження митця вважалося 26 листопада 1933 року. У виявленому по смерті митця свідоцтві про народження вказано дату 25 грудня 1931 року і це є справжньою датою народження. В ранньому дитинстві втратив матір. Після служби в лавах Радянської армії вступив на факультет скульптури до Одеського художнього училища імені М. Грекова. Згодом перевівся на факультет живопису цього ж училища, який закінчив 1961 року.
У 1968 році закінчив Київський державний художній інститут (нині — Національна академія образотворчого мистецтва та архітектури) за спеціальністю «живопис» (викладачі: Михайло Хмелько та Віктор Шаталін) і завершує свою творчу освіту у творчих майстернях Академії мистецтв СРСР 1971 року (викладачі: Михайло Дерегус та Сергій Григор'єв).
Пішов з життя 24 вересня 2020 року. Прощання з Михайлом Чорним відбулося у Вінниці 28 вересня 2020 року о 12:00. 29 вересня 2020 року прах художника поховано серед поховань предків на батьківщині, у селі Леляки біля Жмеринки.

## Творчість
Художник гідно продовжив справу своїх вчителів, трансформувавши реалізм у якісно новий етнічний художній стиль. 

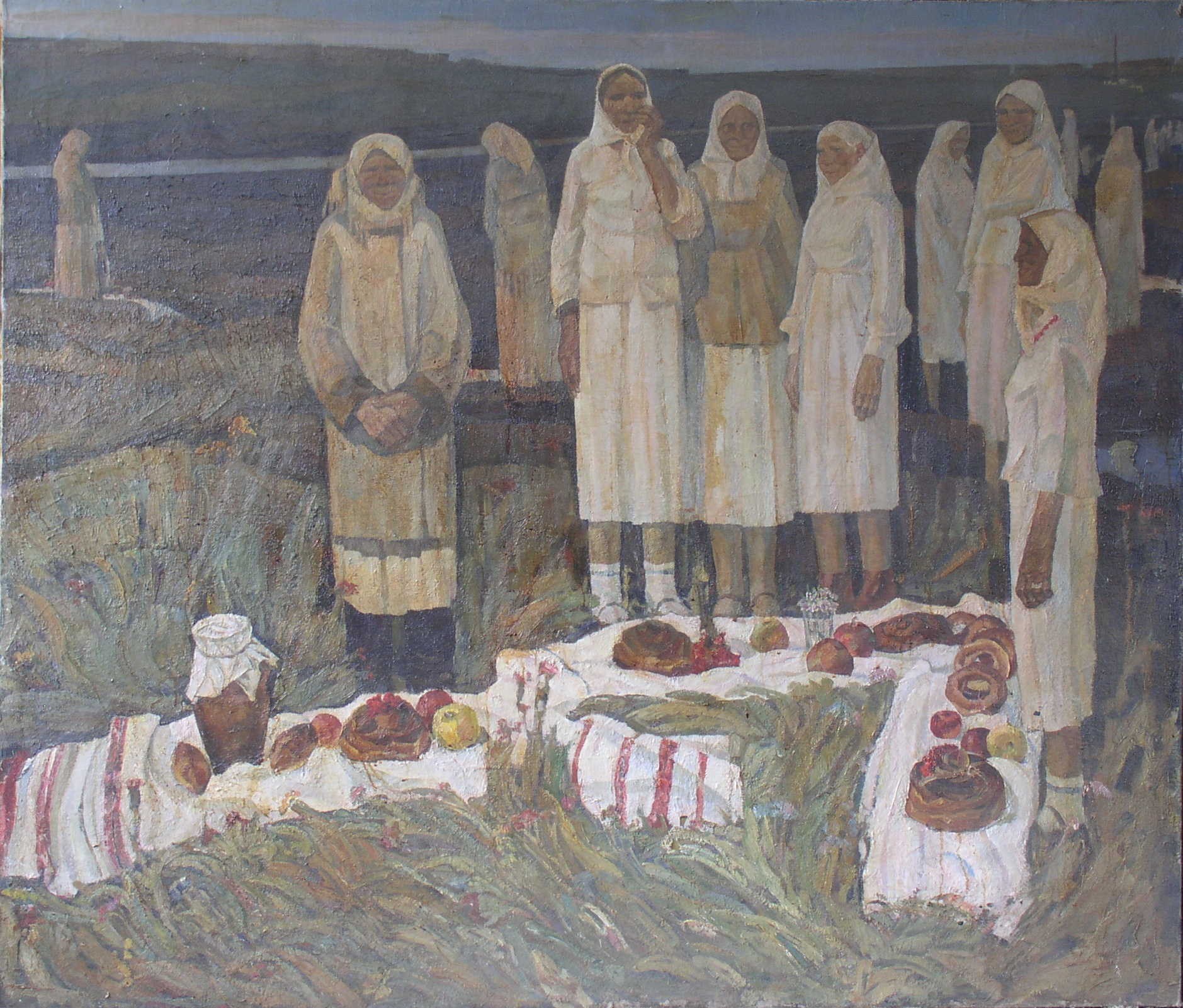
Михайло Чорний. «Поминки на місцях боїв».1985, — полотно, олія. — 150х200 см

Метод соцреалізму, засвоєний за 13 років навчання, відгукнувся у його серці тим, що у картині має бути небо, земля і люди на ній. Його стиль того часу називали «суворим», хоч він лише відкинув безпідставну бадьорість та штучну помпезність. Художник створив монументальні образи визначних людей, яких доля пов'язувала із Поділлям, зокрема Лесі Українки, П. Чайковського, М. Леонтовича, П. Ніщинського, К. Стеценка, М. Старицького, М. Коцюбинського, В. Забаштанського, У. Кармалюка, Д. Нечая, І. Богуна, Ст. Руданського, С. Параджанова. Художня реалізація цих образів становить ядро серії робіт «Визначні постаті Країни», до якої належать композиції-портрети М. Дерегуса, Гр. Сковороди, Т. Шевченка, І. Миколайчука, І. Білозіра. Колорит його картин-портретів, піднесена манера виконання спровокували те, що їх називають біблійно-християнськими. Вони амбівалентні як за змістом, так і у виконанні; i у своїй «біблійності» наближені до православності козацького бароко.

 
Серед творчого доробку митця важливе місце посідають серії робіт «Війна. Голодомор. Історія Країни» (40 картин), «Життя мого села» (42 картини), «Веселі діди»(80 картин), «Народні свята і обряди» (35 картин). 

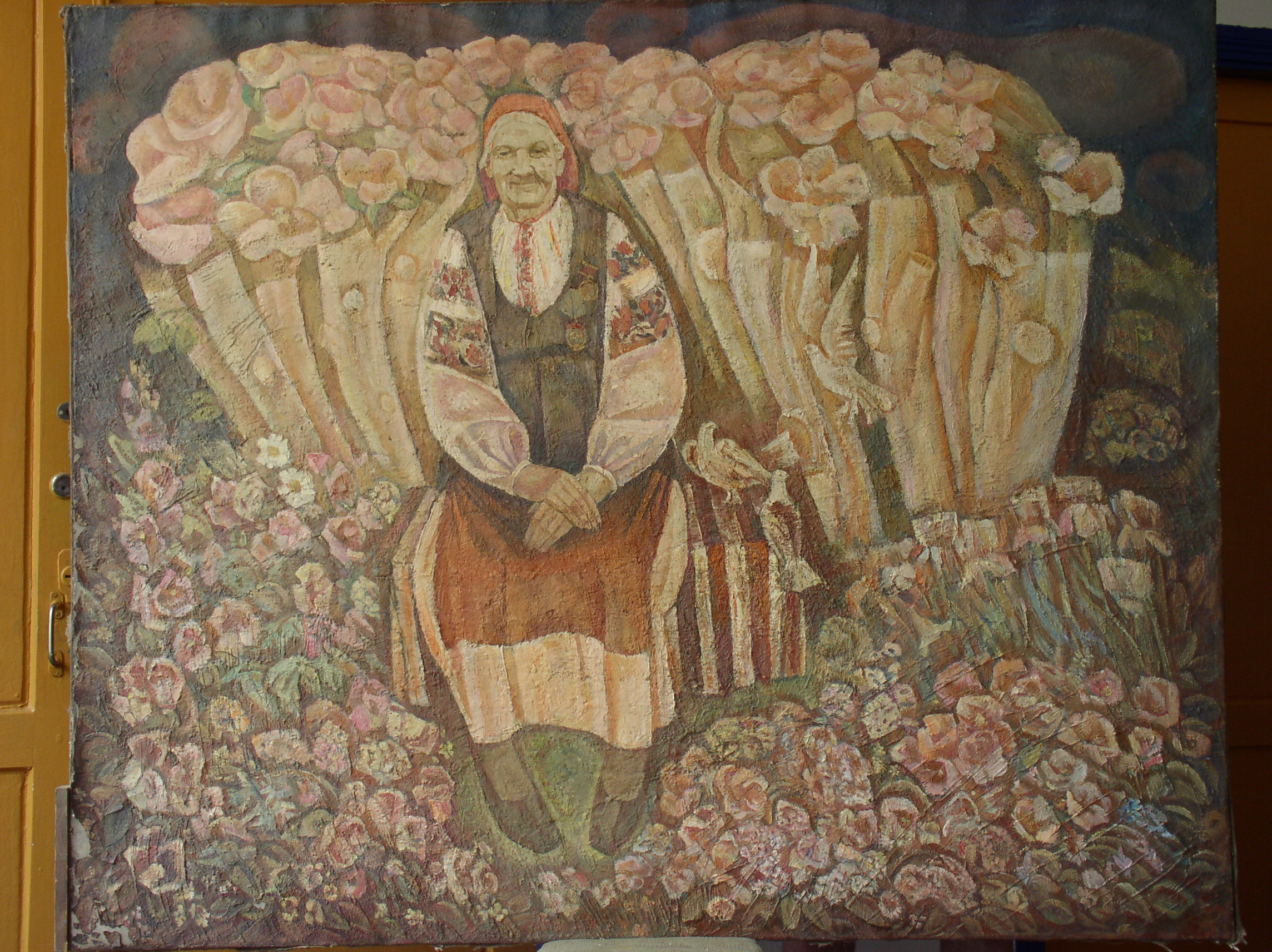
Михайло Чорний. «Подільська фольклористка Настя Присяжнюк». 2000. — полотно, олія. — 150х200 см.

Вдало поєднує творчу роботу з громадською діяльністю: бере участь в усіх офіційних виставках живопису та графіки Національної спілки художників України, Міністерства культури України та в обласних виставках Вінницького відділення НСХУ, — понад 200 виставок. Виступає перед громадськістю міста, студентською та учнівською молоддю, художниками-аматорами області з метою розширення культурного світогляду та популяризації українського мистецтва.

## Премії та нагороди
- Заслужений художник України (1994 р.)
- Народний художник України (2003 р.)
- Лауреат Всесоюзного меморіалу А. І. Куїнджі (1973 р.)
- Лауреат премії М.Трублаїні (1976 р.)
- Обирався «Людиною року» (м. Вінниця), нагороджувався грамотами та цінними подарунками НСХУ, Міністерства культури України, Вінницької обласної державної адміністрації, Управлінням міністерства внутрішніх справ України у м. Вінниці.Михайло Чорний. «Устим Кармалюк».1989.- полотно, олія. — 60х100 см.

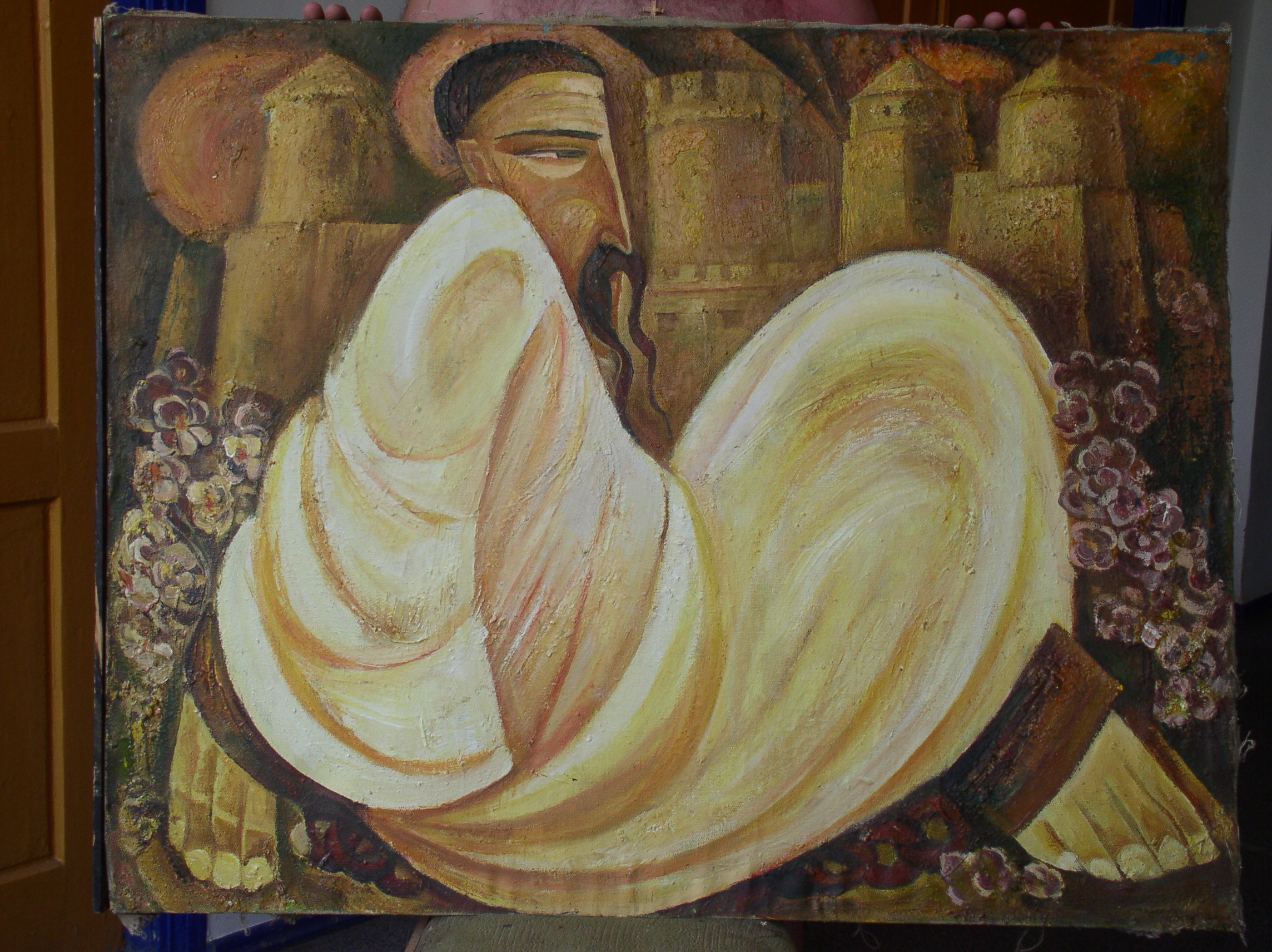
Михайло Чорний. «Устим Кармалюк».1989.- полотно, олія. — 60х100 см.

## Виставки
Має понад 50 персональних виставок живопису та графіки, зокрема у м. Києві (у Меморіальному домі-музеї П.Тичини, Інституті філології Київського національного університету імені Тараса Шевченка) та у м. Вінниці (у виставковій залі НСХУ, у Вінницькому обласному краєзнавчому музеї, в Вінницькому обласному художньому музеї, у виставкових залах Вінницької ОУНБ ім. К.Тімірязєва та Політехнічного університету тощо).

## Родинні зв'язки
Брат — Чорний Григорій Никифорович (1925 р.н.), член Спілки художників України, художник-монументаліст.
Дружина — Чорна Зоя Володимирівна (1944 р.н.), мистецтвознавець.
Донька — Чорна Мілена Михайлівна (1980 р.н.), член Спілки художників України (з 2001 р.), мистецтвознавець, фольклорист.

## Місцезнаходження робіт
Роботи художника перебувають у власності Національної спілки художників України, Спілки художників тодішнього СРСР, Міністерства культури України, Міністерства культури тодішнього СРСР, Вінницького обласного художнього музею, Вінницького обласного краєзнавчого музею, Полтавського обласного краєзнавчого музею, Черкаського обласного краєзнавчого музею, у Меморіальному домі-музеї П.Тичини (м. Київ), у музеях Києво-Печерської Лаври, Київського національного університету імені Тараса Шевченка, Національного університету Києво-Могилянська академія, у районних музеях, навчальних закладах та державних установах м. Вінниці та Вінницької області.

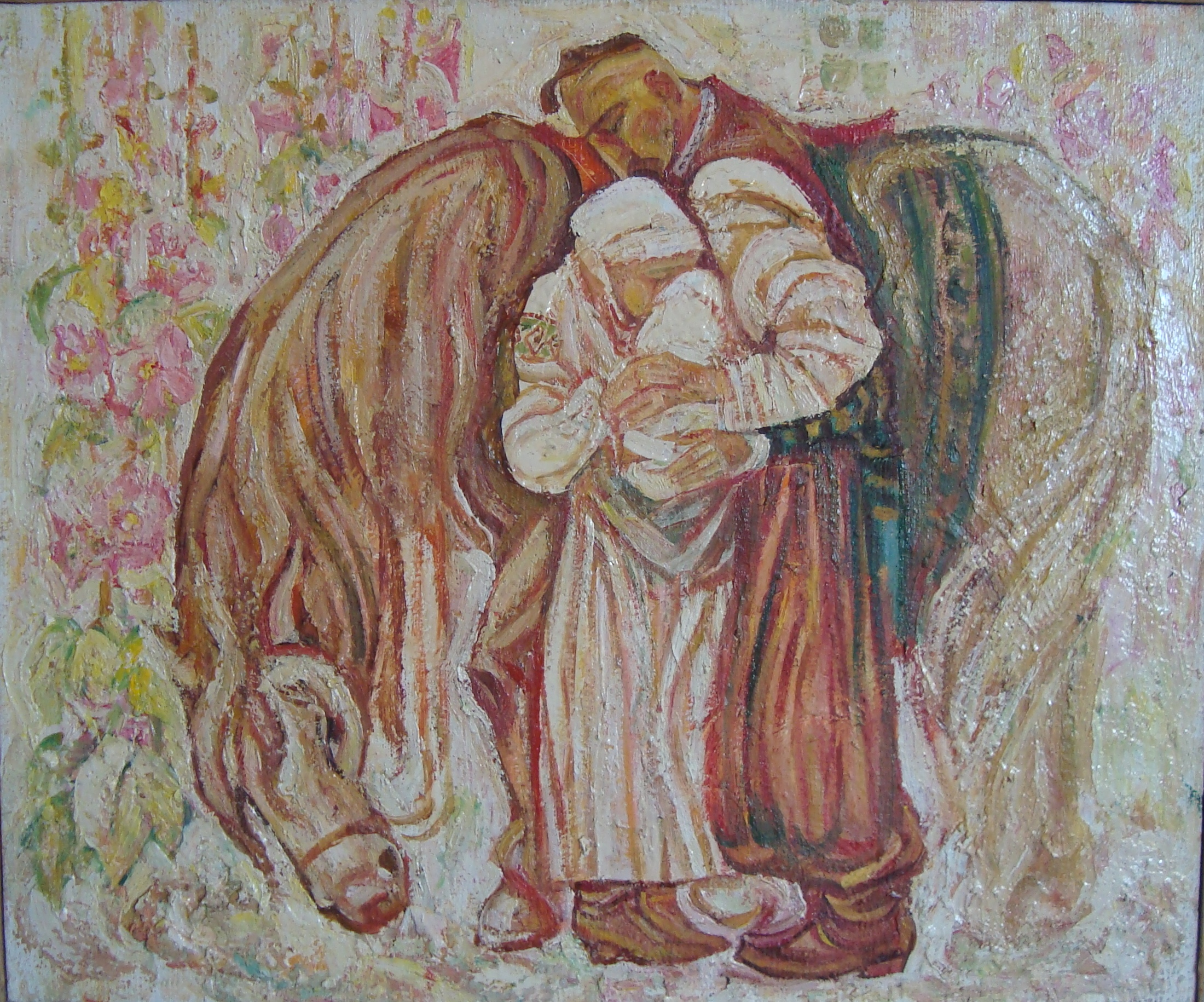
На Січ. 2011, — полотно, олія. — 60х80 см.

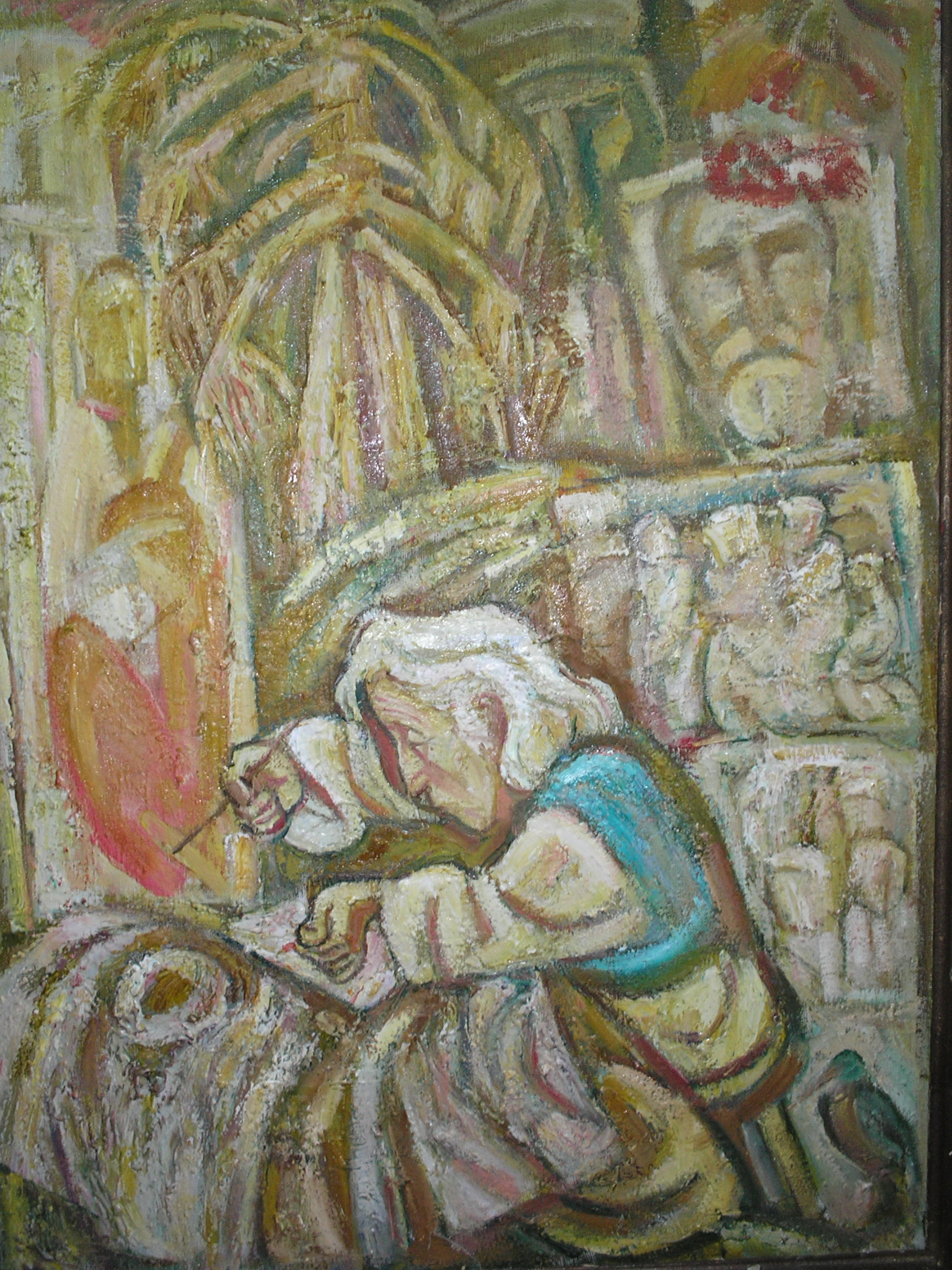
Михайло Чорний. «Я малюю Мамая», 2010. — полотно, олія. — 80х60 см.

Полотна митця придбані для приватних колекцій України, Росії, Польщі, Словаччини, Німеччини, Австрії, Угорщини, Франції, Іспанії, Греції, США, Канади, Ізраїлю, Австралії.